# Slot Saalhof
Het Slot Saalhof is een middeleeuws kasteel in het dorp Maishofen in Oostenrijk.
Het huidige kasteel werd volgens schriftelijke overleveringen opgetekend in kerkarchieven in 1423 gebouwd voor de plaatselijke leenman van het aartsbisschopsdom, Oswald Eisenstang. Het oorspronkelijke leen was al in 1296 verleend en toen werd de eerste versterkte hoeve al op deze plek gebouwd. In 1584 verwief Sigmund Amman von Judendorf het kasteel. Diens zoon, Christoph, liet het kasteel verbouwen een aanzienlijk uitbreiden waardoor het als versterkte vesting zijn huidige aanzicht verkreeg. In 1970 werden twee later bijgebouwde werkplaatsen vervangen door een nieuw stalgebouw. Het kasteel is momenteel in eigendom van de familie Rieder die het gebruikt als ecologisch boerenbedrijf met eigen slachterij en vakantieappartementenverhuur.